# Нурлатский район

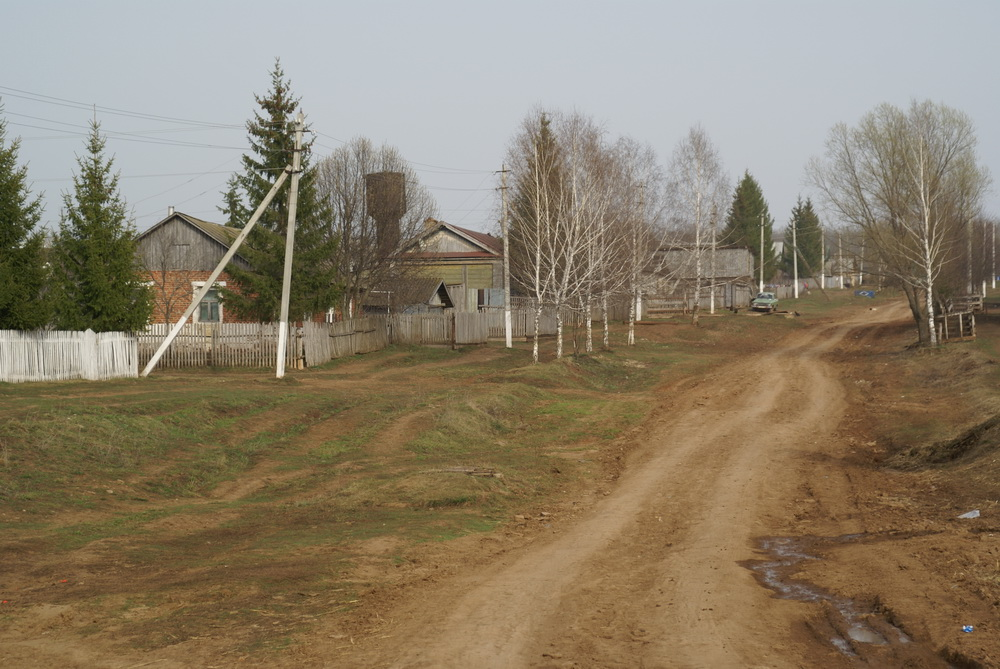
село Чувашский Тимерлик

Нурла́тский райо́н (тат. Нурлат районы) — административно-территориальная единица и муниципальное образование (муниципальный район) в составе Республики Татарстан Российской Федерации. Административный центр — город Нурлат. На 1 января 2020 года численность населения района составляет 55 344 человека, при этом половина проживает в райцентре — более 32 тысяч.

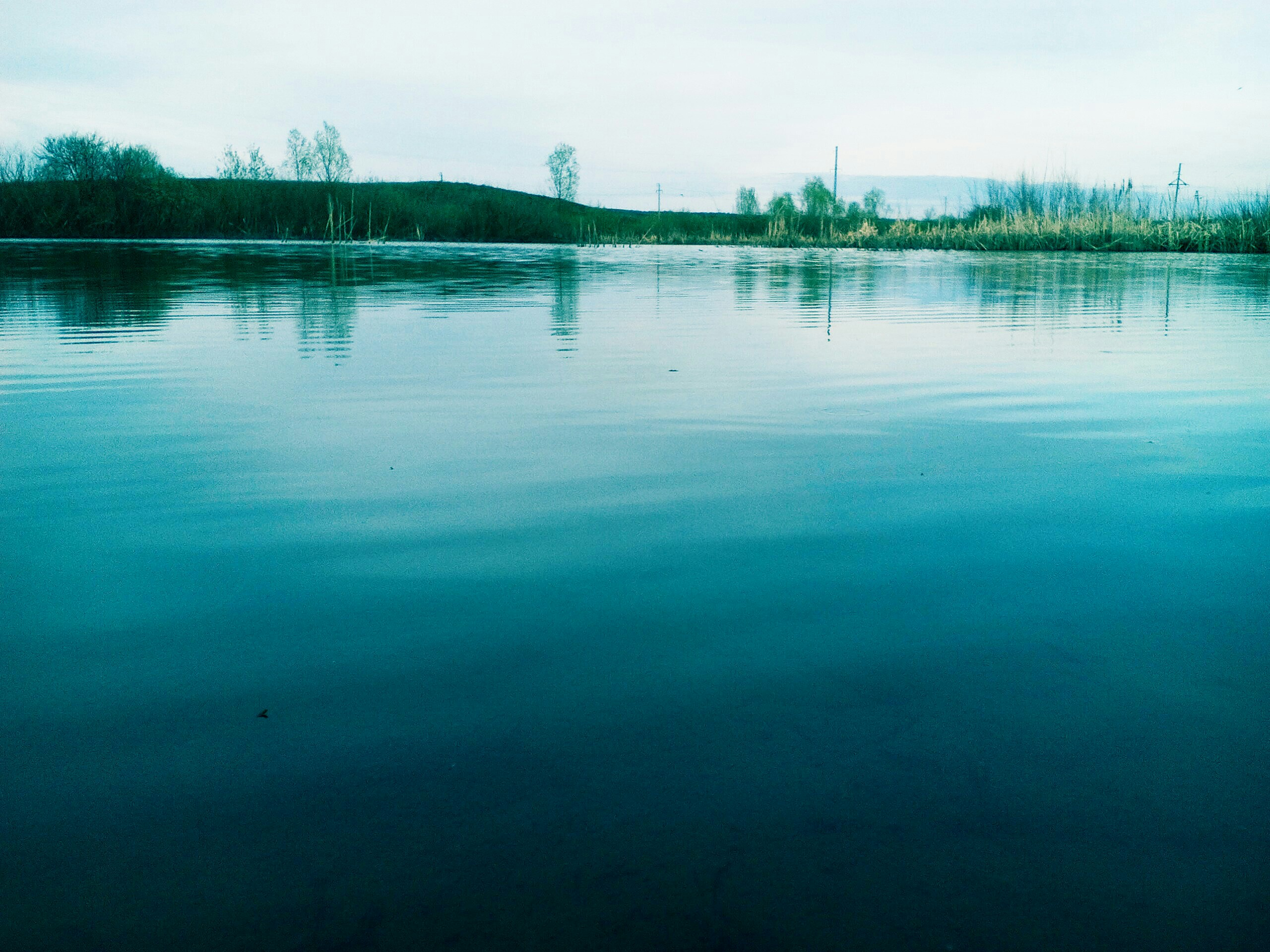
река Большой Черемшан в районе

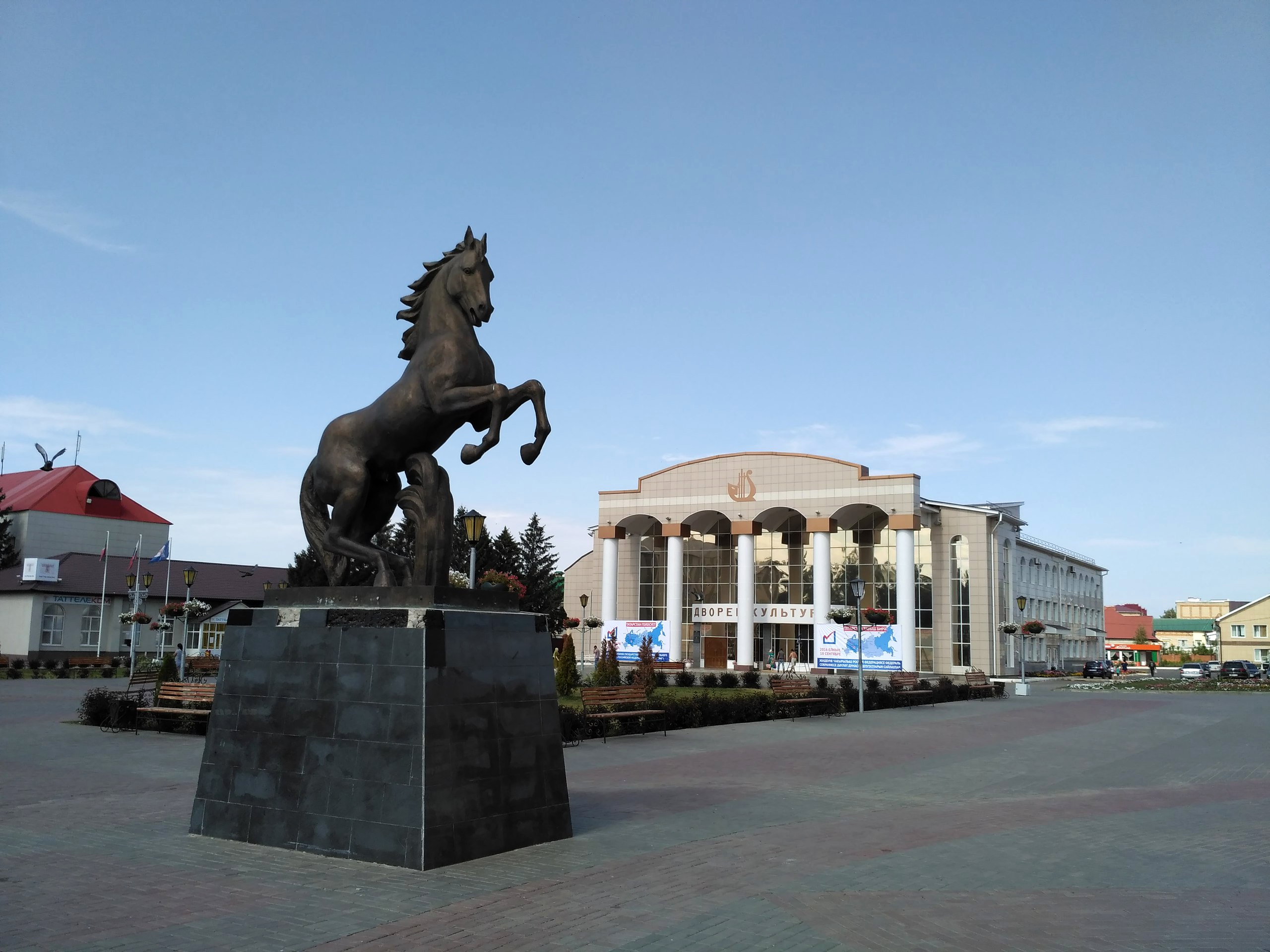
центр района — город Нурлат

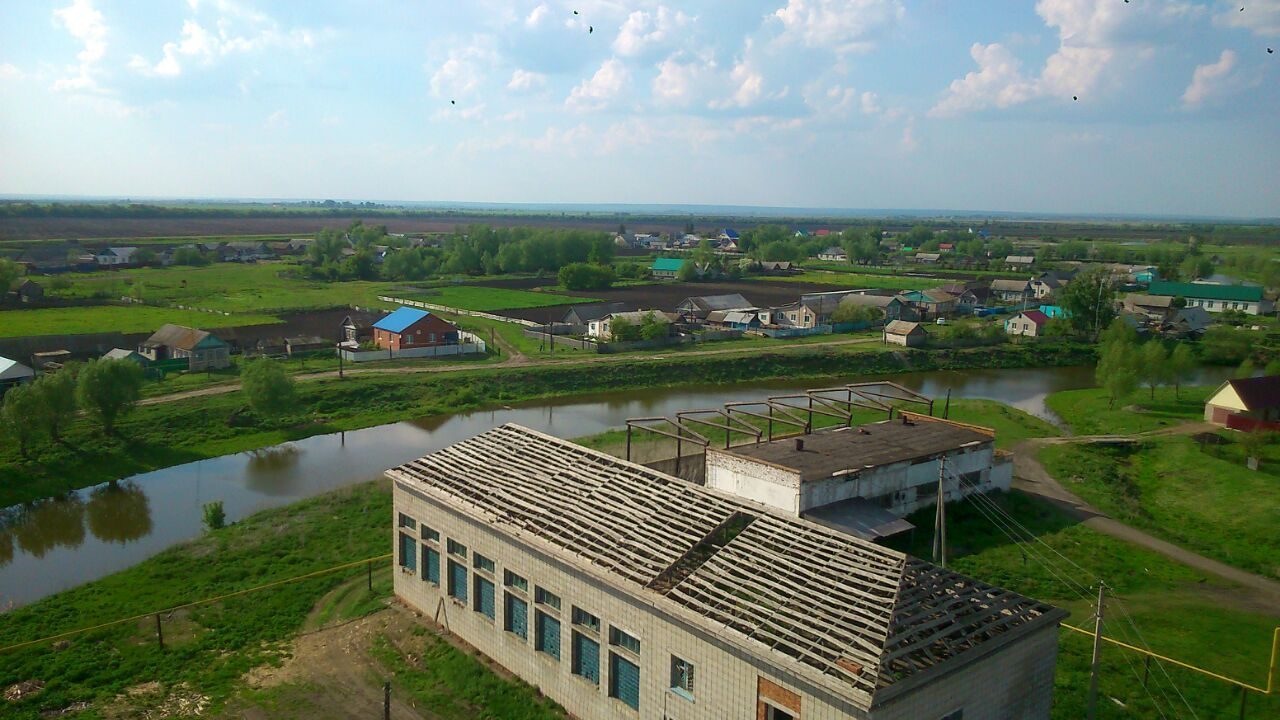
село Аксумла

История района тесно связана с булгарским периодом в Поволжье и на Каме. Сам город Нурлат раньше имел разные названия: Южный Нурлат, Нурлат-Октябрьский, сам район с 1930 по 1937 год именовался Октябрьским.
Основным природным ресурсом района является нефть, имеющая решающее значение для экономики района. А главными экономическими отраслями — нефтедобывающая, перерабатывающая промышленность и сельское хозяйство.

## География
Развитый социально-экономический муниципальный район общей площадью 2308,9 м², расположен на юге Республики Татарстан, на территории Западного Закамья и Самарского Заволжья, охватывает бассейн среднего течения реки Большой Черемшан, Кондурча и нижнее течение реки Большая Сульча. Граничит с Алькеевским, Алексеевским, Аксубаевским, Черемшанским районами Республики Татарстан, с Самарской (Кошкинский и Челно-Вершинский районы) и Ульяновской областями (Новомалыклинский район).
Геоморфологически входит в Черемшанский облесенный равнинный район смешанных лесов (лесистость 41,1 %). Район представляет собой зону черноземов и лежит в южной части лесостепной зоны, где имеются залежи нефти, бентонитовой и керамзитовой глины. Преобладают серые лесные пылевато-глинистые и суглинистые почвы, но местами есть и лужки деградированных черноземов, свидетельствующие о захождении на территорию района в прошлом и степных клиньев.
Климат района умеренно континентальный, с достаточно мягкой зимой и средними температурами января −12 °С. Лето характеризуется устойчивым температурным режимом, сезонное количество осадков в виде дождя и града составляет 80 мм.

## Герб и флаг
В пересечённом зеленью и червленью (красным) поле — золотое сияющее солнце (без изображения лица), диск которого окаймлён вверху зеленью, а внизу червленью, и поверх всего — скачущий серебряный конь, в оконечности две золотые головки колосьев, сложенными стеблями накрест.
Герб утвержден решением Совета Нурлатского муниципального района от 15 июля 2006 года. В центре — фигура скачущего коня на фоне сияющего солнца. По одной из версий название города Нурлат переводится с татарского языка как «лучезарный конь». Также конный спорт и коневодство являются приоритетными направлениями социально-экономического развития района. Колосья в красном поле означают приоритет сельского хозяйства. Золото — символ урожая, богатства, стабильности, уважения, интеллекта. Красный цвет означает труд, силу, мужество, красоту. Серебро — символ чистоты, совершенства, мира и взаимопонимания. Зелёный цвет — символ природы, здоровья, жизненного роста.
Флаг разработан на основе герба и утвеждён одновременно с ним, представляет собой прямоугольное полотнище с отношением ширины к длине 2:3.

## История

### Этимология
Название района происходит от названия муниципального центра Нурлат. В свою очередь, деревня Нурлаты известна с XVII века, в XVIII веке есть упоминания деревень Верхний Нурлат (Абдулкино Нурлат) и Нижний Нурлат (Нурлат) Самарского уезда Симбирской губернии. Название от антропонима Нур означает «луч, сияние», то есть Нурлы — «лучезарный, сияющий», а Нурулла — «свет Аллаха».

### Предыстория
В добулгарский период в районе расселялись племена срубной, городецкой и именьковской культур. Известны булгарские поселения, среди которых самыми крупными считаются Новоальметьевское и Новоамзинское городища. Защитники Казани после завоевания Казанского ханства Иваном Грозным в 1552 году ушли именно в эти края и основали ряд татарских селений — Бурметьево, Курманаево, Верхний и Нижний Нурлат, Савиново, Степное озеро, Чулпаново. Известны также поселения чувашей-язычников — Биляр-Озеро, Елаур, Егоркино, Вишнёвая поляна, Старые Челны и некоторые другие. Ранние сведения о татарских поселениях Верхний и Нижний Нурлат на реке Кондурче крайне скудны. Известно, что в XVI веке в низовьях реки Большой Черемшан селились отдельные группы приказанских татар.
Археологически район исследован не полностью, данные разведок 1964—1968 годов показывают наличие здесь двух видов памятников — неопределенных курганов, расположенных преимущественно на водоразделах, и булгарских поселений, приуроченных в основном к бассейну реки Черемшан. Археологические памятники Нурлатского района расположены в населённых пунктах Новое Альметьево, Новая Амзя, Селенгуши, Старая Татарская Амзя, Кульбаева Мараса, Старое Татарское Альметьево, Михайловка.
Нурлатский район описывается в дневниках естествоиспытателя, путешественника по России Петра Палласа (1741—1811), который он посещал в рамках академических экспедиций 1768—1774 годов. Его отряд на две недели останавливался в населённых пунктах бассейна реки Черемшан.

### Гражданская война
Во времена гражданской войны железнодорожная станция «Нурлат» оказалась в районе боевых действий. Так, в 1918 году чехословацкий корпус численностью до 60 тысяч белогвардейцев и реакционным командованием поднял антисоветский мятеж. Белочехи наступали на Симбирск (Ульяновск) и подошли к Нурлату в июле 1918-го. Части Красной Армии в начале августа подожгли деревянное здание вокзала, но вынуждены были отступать. Белогвардейцы захватили Среднее Поволжье, пленённых красноармейцев привезли на станцию «Нурлат» и расстреляли на территории угольного склада.
В августе 1918-го Красная Армия перешла в наступление от Симбирска на Бугульму. Уже в начале октября Нурлат был освобождён, останки расстрелянных поместили в братскую могилу, а в 1922 году на месте захоронения поставили фанерную пирамиду с красной звездой. В настоящий момент памятник жертвам гражданской войны находится рядом с ж/д-вокзалом города Нурлат.

### Советский период
Территория района до 1920 года входила в Чистопольский уезд Казанской губернии и Мелекесский уезд Самарской губернии, с 1920 по 1928 год относилась к Чистопольскому кантону Татарской АССР и Мелекесскому уезду Самарской губернии, с 1928 по 1930 год входила только в Чистопольский кантон. В 1930-м закончилась территориальная реформа по упразднению кантонов, 10 августа того же года территория была оформлена как новообразованный Октябрьский район.
В Октябрьский район в годы Великой Отечественной войны были эвакуированы московский промышленные предприятия. По решению Государственного комитета обороны завод «Мосметрострой» был перепрофилирован на выпуск военной продукции и размещён в южном здании депо ж/д-станции «Нурлат», где в короткое время установили оборудование для выпуска снарядов реактивной артиллерии «Катюша». Завод работал в течение 1941—1945 годов.
Иосиф Сталин трижды отмечал в телеграммах вклад и боевой подвиг жителей района: «Передайте колхозникам и колхозницам Октябрьского района собравшим 2 538 000 руб. на строительство колонны „Колхозник Татарии“, сдавшим 12 566 пудов хлеба в фонд Красной Армии, 4000 пудов для рабочих промышленности, мой братский привет и благодарность красной Армии».
Территория района неоднократно менялась. Так, 16 июля 1958 года в состав района вошла бо́льшая часть упразднённого Тельманского района. В 1963—1965 годах границы района также претерпели большие изменения: в те годы прошла неудачная реформа укрупнения районов, уже буквально через три года почти все субъекты были восстановлены в старых границах. А 19 августа 1987 года в состав района передана часть территории Алькеевского района вместе с селом Новая Тумба.
Мощный импульс развитию района придали нефтяные месторождения, которые были найдены немного позже, чем в других районах — в 1980-х годах. Однако, это помогло укрепиться в последующее десятилетие — сложные «девяностые», развивая нефтегазодобывающую отрасль.
10 декабря 1997 года Октябрьский район переименован в Нурлатский.

### Современность
В 1996—2007 годах Нурлатский район возглавлял Фатих Сибагатуллин, в 2008—2013-х — Наиль Шарапов. С сентября 2018 года по настоящее время главой Нурлатского муниципального района и города Нурлат является Алмаз Ахметшин.

## Население

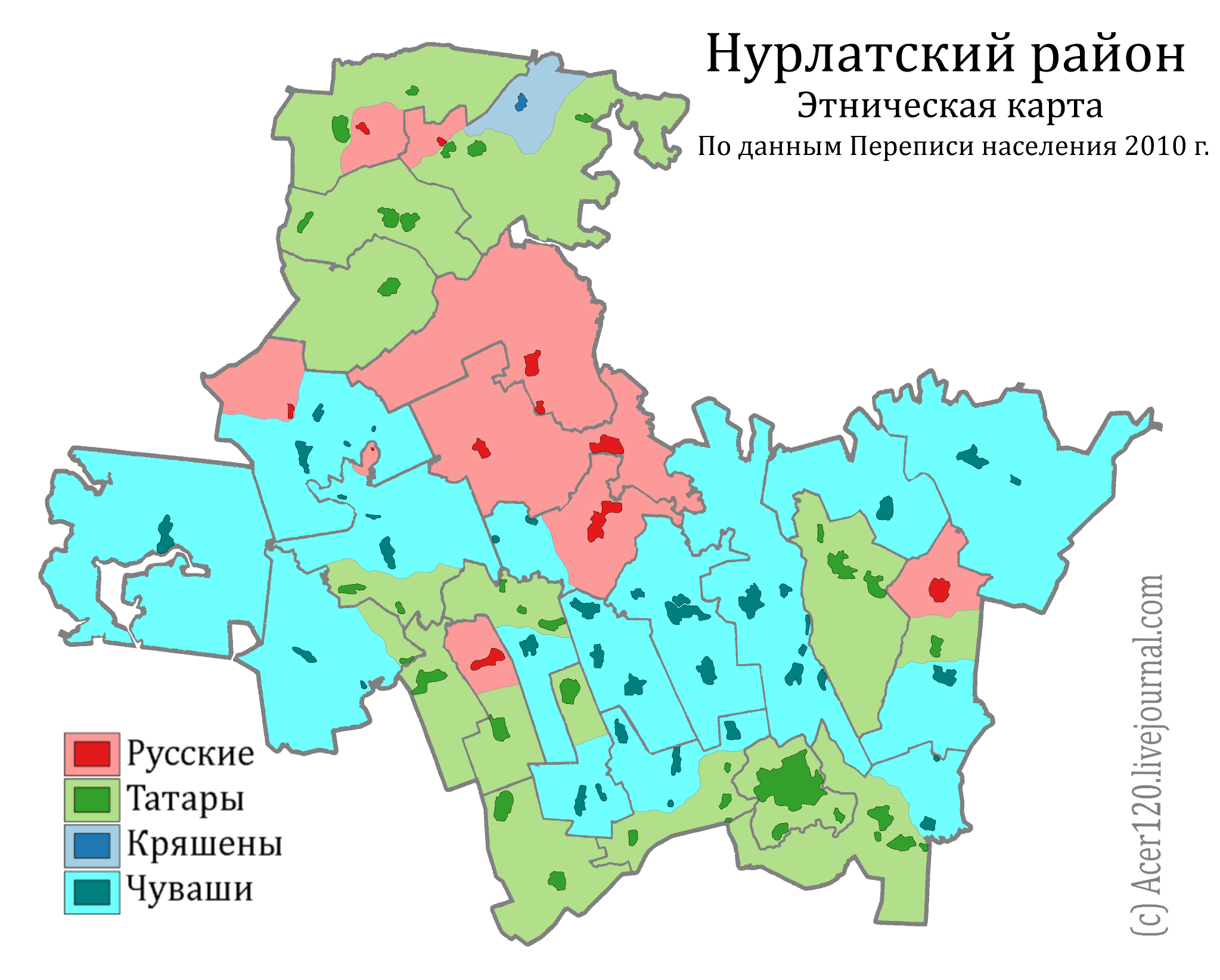
Этническая карта Нурлатского района

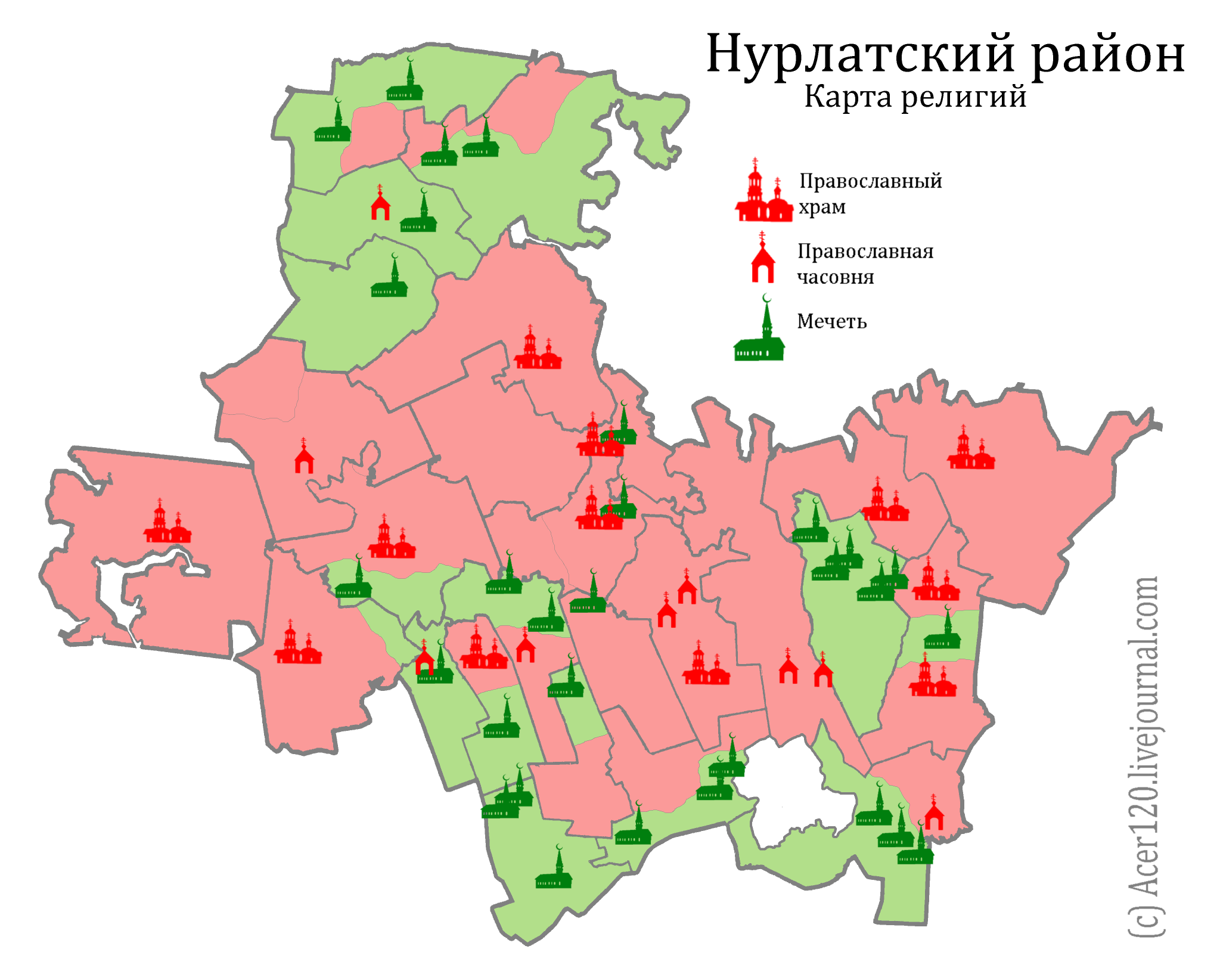
Религиозная карта Нурлатского района

Согласно итогам Всероссийской переписи населения 2020 года (из числа указавших национальность), в районе проживает татар — 51,5%, русских — 23,8%, чуваш — 23,6%,  представителей других национальностей − 1,1%. В городских условиях (город Нурлат) проживают 63,89% жителей.
| 2002    | 2003    | 2004    | 2005    | 2006    | 2007    | 2008    |
| ------- | ------- | ------- | ------- | ------- | ------- | ------- |
| 29 969  | ↘27 500 | ↗29 800 | ↘29 176 | ↘29 012 | ↘28 850 | ↗60 550 |
| 2009    | 2010    | 2011    | 2012    | 2013    | 2014    | 2015    |
| ↘28 671 | ↘27 519 | ↗60 011 | ↘59 648 | ↘59 487 | ↘59 182 | ↘58 718 |
| 2016    | 2017    | 2018    | 2019    | 2021    |         |         |
| ↘58 290 | ↘57 669 | ↘56 962 | ↘56 068 | ↘53 200 |         |         |

## Муниципально-территориальное устройство
В Нурлатском районе 83 населённых пункта в составе одного городского и 26 сельских поселений:
| №  | Городское и сельские поселения           | Административный центр  | Количество населённых пунктов | Население | Площадь, км² |
| -- | ---------------------------------------- | ----------------------- | ----------------------------- | --------- | ------------ |
| 1  | Городское поселение город Нурлат         | город Нурлат            | 1                             | ↗33 990   |              |
| 2  | Амзинское сельское поселение             | село Новая Амзя         | 5                             | ↘792      |              |
| 3  | Андреевское сельское поселение           | село Андреевка          | 2                             | ↘641      |              |
| 4  | Ахметовское сельское поселение           | деревня Ахметово        | 7                             | ↘1527     |              |
| 5  | Бикуловское сельское поселение           | деревня Бикулово        | 1                             | ↘443      |              |
| 6  | Биляр-Озерское сельское поселение        | село Биляр-Озеро        | 2                             | ↘935      |              |
| 7  | Богдашкинское сельское поселение         | село Русское Богдашкино | 1                             | ↘515      |              |
| 8  | Бурметьевское сельское поселение         | село Бурметьево         | 3                             | ↘1761     |              |
| 9  | Гайтанкинское сельское поселение         | село Гайтанкино         | 4                             | ↘903      |              |
| 10 | Егоркинское сельское поселение           | село Егоркино           | 4                             | ↘1644     |              |
| 11 | Елаурское сельское поселение             | село Елаур              | 6                             | ↘608      |              |
| 12 | Зареченское сельское поселение           | посёлок Заречный        | 3                             | ↘604      |              |
| 13 | Кичкальнинское сельское поселение        | село Кичкальня          | 1                             | ↘463      |              |
| 14 | Кульбаево-Марасинское сельское поселение | село Кульбаево-Мараса   | 3                             | ↘696      |              |
| 15 | Мамыковское сельское поселение           | село Мамыково           | 2                             | ↘1405     |              |
| 16 | Новоиглайкинское сельское поселение      | село Новое Иглайкино    | 6                             | ↘1097     |              |
| 17 | Новотумбинское сельское поселение        | село Новая Тумба        | 2                             | ↘232      |              |
| 18 | Селенгушское сельское поселение          | село Селенгуши          | 2                             | ↘655      |              |
| 19 | Среднекамышлинское сельское поселение    | село Средняя Камышла    | 6                             | ↘1423     |              |
| 20 | Староальметьевское сельское поселение    | село Старое Альметьево  | 3                             | ↘596      |              |
| 21 | Старочелнинское сельское поселение       | село Старые Челны       | 3                             | ↘1651     |              |
| 22 | Степноозерское сельское поселение        | село Степное Озеро      | 3                             | ↘863      |              |
| 23 | Тимерлекское сельское поселение          | село Чувашский Тимерлек | 5                             | ↘564      |              |
| 24 | Тюрнясевское сельское поселение          | село Тюрнясево          | 3                             | ↘1313     |              |
| 25 | Фомкинское сельское поселение            | село Фомкино            | 1                             | ↘780      |              |
| 26 | Чулпановское сельское поселение          | село Чулпаново          | 1                             | ↘966      |              |
| 27 | Якушкинское сельское поселение           | село Якушкино           | 3                             | ↘1153     |              |

## Населённые пункты
| №  | Населённый пункт                      | Тип                               | Население | Муниципальное образование                |
| -- | ------------------------------------- | --------------------------------- | --------- | ---------------------------------------- |
| 1  | Абляскино                             | деревня                           |           | Среднекамышлинское сельское поселение    |
| 2  | Абрыскино                             | деревня                           |           | Якушкинское сельское поселение           |
| 3  | Аксумла                               | село                              |           | Ахметовское сельское поселение           |
| 4  | Андреевка                             | село                              |           | Андреевское сельское поселение           |
| 5  | Ахметово                              | деревня                           |           | Ахметовское сельское поселение           |
| 6  | Ахметово                              | посёлок железнодорожного разъезда |           | Ахметовское сельское поселение           |
| 7  | Берёзовка                             | посёлок                           |           | Степноозерское сельское поселение        |
| 8  | Берлек-Михайловка                     | деревня                           |           | Елаурское сельское поселение             |
| 9  | Бикулово                              | деревня                           | ↘444      | Бикуловское сельское поселение           |
| 10 | Биляр-Озеро                           | село                              |           | Биляр-Озерское сельское поселение        |
| 11 | Бурметьево                            | село                              |           | Бурметьевское сельское поселение         |
| 12 | Бутаиха                               | посёлок                           |           | Мамыковское сельское поселение           |
| 13 | Вишнёвая Поляна                       | деревня                           |           | Среднекамышлинское сельское поселение    |
| 14 | Гайтанкино                            | село                              |           | Гайтанкинское сельское поселение         |
| 15 | Егоркино                              | село                              |           | Егоркинское сельское поселение           |
| 16 | Единение                              | деревня                           |           | Егоркинское сельское поселение           |
| 17 | Елаур                                 | село                              |           | Елаурское сельское поселение             |
| 18 | Ерепкино                              | деревня                           |           | Ахметовское сельское поселение           |
| 19 | Ерыкла                                | село                              |           | Биляр-Озерское сельское поселение        |
| 20 | Заречный                              | посёлок                           |           | Зареченское сельское поселение           |
| 21 | Зузеево                               | деревня                           |           | Селенгушское сельское поселение          |
| 22 | Илюткино                              | деревня                           |           | Степноозерское сельское поселение        |
| 23 | Караульная Гора                       | деревня                           |           | Егоркинское сельское поселение           |
| 24 | Кзыл Юл                               | посёлок                           |           | Амзинское сельское поселение             |
| 25 | Кирпичное                             | село                              |           | Елаурское сельское поселение             |
| 26 | Кичкальня                             | село                              | ↘463      | Кичкальнинское сельское поселение        |
| 27 | Клиновка                              | посёлок железнодорожного разъезда |           | Новоиглайкинское сельское поселение      |
| 28 | Красномайский                         | посёлок                           |           | Тимерлекское сельское поселение          |
| 29 | Красный Октябрь                       | посёлок                           |           | Среднекамышлинское сельское поселение    |
| 30 | Кривое Озеро                          | село                              |           | Гайтанкинское сельское поселение         |
| 31 | Кульбаево-Мараса                      | село                              |           | Кульбаево-Марасинское сельское поселение |
| 32 | Курманаево                            | село                              |           | Бурметьевское сельское поселение         |
| 33 | Курнали-Амзя                          | деревня                           |           | Кульбаево-Марасинское сельское поселение |
| 34 | Малая Камышла                         | деревня                           | ↗231      | Среднекамышлинское сельское поселение    |
| 35 | Мамыково                              | село                              |           | Мамыковское сельское поселение           |
| 36 | Михайловка                            | посёлок                           | ↗22       | Среднекамышлинское сельское поселение    |
| 37 | Некрасовка                            | посёлок                           |           | Новоиглайкинское сельское поселение      |
| 38 | Нижние Челны                          | село                              |           | Старочелнинское сельское поселение       |
| 39 | Новая Амзя                            | село                              |           | Амзинское сельское поселение             |
| 40 | Новая Тумба                           | село                              |           | Новотумбинское сельское поселение        |
| 41 | Новое Альметьево                      | деревня                           |           | Староальметьевское сельское поселение    |
| 42 | Новое Иглайкино                       | село                              |           | Новоиглайкинское сельское поселение      |
| 43 | Нурлат                                | город                             | ↗33 990   | Городское поселение город Нурлат         |
| 44 | Октябрина                             | посёлок                           |           | Елаурское сельское поселение             |
| 45 | Осиновка                              | деревня                           |           | Ахметовское сельское поселение           |
| 46 | Первой Бригады Совхоза                | посёлок                           |           | Тюрнясевское сельское поселение          |
| 47 | Петровский                            | посёлок                           |           | Елаурское сельское поселение             |
| 48 | Покровский                            | посёлок                           |           | Новотумбинское сельское поселение        |
| 49 | Посёлок Гайтанского Отделения Совхоза | посёлок                           |           | Тюрнясевское сельское поселение          |
| 50 | Посёлок имени III Съезда              | посёлок                           |           | Андреевское сельское поселение           |
| 51 | Посёлок имени Нариманова              | посёлок                           |           | Староальметьевское сельское поселение    |
| 52 | Рождественский                        | посёлок                           |           | Тимерлекское сельское поселение          |
| 53 | Русская Менча                         | деревня                           |           | Егоркинское сельское поселение           |
| 54 | Русский Тимерлек                      | деревня                           |           | Тимерлекское сельское поселение          |
| 55 | Русское Богдашкино                    | село                              | ↘539      | Богдашкинское сельское поселение         |
| 56 | Салдакаево                            | деревня                           |           | Якушкинское сельское поселение           |
| 57 | Светлое Озеро                         | деревня                           |           | Новоиглайкинское сельское поселение      |
| 58 | Селенгуши                             | село                              |           | Селенгушское сельское поселение          |
| 59 | Сельцо Кульбаево Мараса               | деревня                           |           | Кульбаево-Марасинское сельское поселение |
| 60 | Сосновка                              | деревня                           |           | Елаурское сельское поселение             |
| 61 | Средние Челны                         | деревня                           |           | Старочелнинское сельское поселение       |
| 62 | Средняя Камышла                       | село                              |           | Среднекамышлинское сельское поселение    |
| 63 | Старая Русская Амзя                   | деревня                           |           | Амзинское сельское поселение             |
| 64 | Старая Татарская Амзя                 | деревня                           |           | Амзинское сельское поселение             |
| 65 | Старое Альметьево                     | село                              |           | Староальметьевское сельское поселение    |
| 66 | Старое Иглайкино                      | деревня                           |           | Новоиглайкинское сельское поселение      |
| 67 | Старые Челны                          | село                              |           | Старочелнинское сельское поселение       |
| 68 | Старый Аул                            | посёлок                           |           | Гайтанкинское сельское поселение         |
| 69 | Стекольный                            | посёлок                           |           | Тимерлекское сельское поселение          |
| 70 | Степное Озеро                         | село                              |           | Степноозерское сельское поселение        |
| 71 | Тукай                                 | посёлок                           |           | Новоиглайкинское сельское поселение      |
| 72 | Турнояс                               | деревня                           |           | Зареченское сельское поселение           |
| 73 | Тюрнясево                             | село                              |           | Тюрнясевское сельское поселение          |
| 74 | Урняк                                 | деревня                           |           | Бурметьевское сельское поселение         |
| 75 | Фомкино                               | село                              |           | Фомкинское сельское поселение            |
| 76 | Черебатырево                          | деревня                           |           | Амзинское сельское поселение             |
| 77 | Чёрное Озеро                          | деревня                           |           | Гайтанкинское сельское поселение         |
| 78 | Чишма                                 | посёлок                           |           | Ахметовское сельское поселение           |
| 79 | Чувашская Менча                       | деревня                           |           | Ахметовское сельское поселение           |
| 80 | Чувашский Тимерлек                    | село                              |           | Тимерлекское сельское поселение          |
| 81 | Чулпаново                             | село                              | ↘984      | Чулпановское сельское поселение          |
| 82 | Юган                                  | посёлок                           |           | Зареченское сельское поселение           |
| 83 | Якушкино                              | село                              |           | Якушкинское сельское поселение           |

Упразднённые населённые пункты:
- 2004 год — деревня Чистовка, поселки Калиновка и третьей бригады совхоза[46]

## Экономика

### Промышленность
Основным природным богатством района является нефть, поэтому важными отраслями экономики района являются нефтедобывающая и перерабатывающая, причём, не только нефтеобрабатывающая (как Некрасовское месторождение высоковязкой нефти), но и обслуживающая пищевую промышленность. К крупным районным нефтяным предприятиям относятся «Нурлатнефть» («Татнефть»), «Татнефтепром-Зюзеевнефть», «Татнефтеотдача», «Макойл», «Кара Алтын» и другие. В 2017 году было добыто более 2,7 млн тонн нефти. Среди обслуживающих нефтяную отрасль местных компаний крупнейшие — Нурлатское предприятие буровых работ «Татбурнефть», «ТрансСервисНурлат» и другие
Другая база экономики — пищевая промышленность, в том числе перерабатывающая продукты питания. Среди крупных предприятий — пищевой комбинат «Нурлат сэтэ», который перерабатывает 15 тонн молока в сутки, группа компаний «Агроинвест», куда входят агрофирмы, крупные фермерские хозяйства, и перерабатывающие производства — «Нурлатский элеватор» (занимает 12 га, способен хранить 95,6 тыс. тонн сырья, включен в список предприятий-хранителей, отобранных для хранения зерна Государственного интервенционного фонда) и завод «Нурлатский сахар» (один из трёх сахарных заводов Татарстана, работал 60 лет — до января 2020-го, когда объявил о нерентабельности). Среди других промышленных отраслей — производство молочных и хлебобулочных изделий; машиностроение («Промсервис»), производство железобетонных изделий, древесины («Нурлатский лесхоз», «Нурлес»).

### Сельское хозяйство
В районе более 112 тыс. га сельскохозяйственных угодий, из них около 88,3 тыс. га занимают пашни, где выращивают зерновые и кормовые культуры, кукурузу, свёклу. В 2019-м валовой сбор зерна составил 103,5 тыс. тонн, урожайность — 32,2 ц/га, что превышает средний показатель по республике на сегодня на 2 ц/га.
Наиболее крупные районные сельхозорганизации — КФХ «Сулейманов А. И.», агрофирма «Южная» и комбинат «Нурлат сэте». На 2020 год зарегистрировано 67 крестьянско-фермерские хозяйства (47 из них занимаются животноводством, 14 растениеводством), действует 15 сельхозпредприятий и 32 фермерских хозяйств.
В районе стабильно развивается животноводство и птицеводство, разводят крупный рогатый скот, свиней, овец и лошадей, из развивающихся направлений выделяют тепличное хозяйство, птицеводство, рыболовство. В 2016-м поголовье крупного рогатого скота было 19 375, а средний надой молока на одну корову составлял 4544 кг, показатель 2018-го был уже более 5 тонн.
В рейтинге аграрно-промышленного комплекса республики Татарстан по итогам 2018 года Нурлатский район занимал 15 место, растениеводы — седьмое.

### Инвестиционный потенциал
Согласно рейтингу регионов республики по качеству жизни, составленному изданием InKazan в 2019 году с опорой на данные Росстата, Нурлатский район находится на 16 месте. Объёмом инвестиций в основной капитал в расчёте на одного человека — порядка 167 тысяч рублей. Среднемесячная заработная плата составляет чуть больше 34 тысяч рублей. Согласно данным Федеральной службы государственной статистики Республики Татарстан, инвестиции в основной капитал Нурлатского района в первом полугодии 2020-го (за исключением субъектов малого предпринимательства) составили 2,6 млрд рублей, в 2019-м этот показатель был 6,6 млрд (1,9 % от общереспубликанского), а в 2017-м — 15,9 млрд (10 место по Татарстану).
В 2018-м наибольший вклад в формирование валового территориального продукта (около 63 %) внесли нефтяные предприятия. По данным Министерства экономики Республики Татарстан, за январь-октябрь 2020-го регион отгрузил товаров собственного производства на 19,2 млрд рублей, а валовая продукция сельского хозяйства — 643,8 млн рублей. Но территории района находится 333 малых предприятия и 1049 индивидуальных предпринимателей.

### Транспорт
Нурлатский район находится на юге Татарстана, в 220 км от Казани. Через район проходит магистральная ж/д-линия «Москва — Ульяновск — Уфа». Станции и остановочные пункты в районе (с запада на восток): 1073 км (пл.), Нурлат (ст.), 1081 км (ст.), 1084 км (о.п.), Клиновка (разъезд).
Основные автодороги: 16К-0098 «Нурлат — Аксубаево — Чистополь» (на Казань), 16К-0131 «Нурлат — Кузайкино» (на Альметьевск) и её продолжение «Нурлат — Кошки — Борма» (на Самару, Ульяновск), «Нурлат — Челно-Вершины» и «Мамыково — Билярск».

## Экология
Экологическая обстановка в Нурлатском районе во многом определяется эффективными мерами по защите окружающей среды предприятиями нефтедобывающей промышленности. Основными видами отходов являются нефтешламы — отработанные нефтепродукты, отходы, образующиеся при эксплуатации автотранспорта и нефтяного оборудования, обтирочные материалы, отходы черных и цветных металлов. Основной фокус на снижении аварийности на нефтепроводах. Для улучшения санитарно-экологической обстановки в районе построены водозаборные сооружения — Нурлат питают более чистые подземные воды, расчищено русло реки Большой Черемшан, обустроены детские учебно-оздоровительные лагеря, заменены коммуникации «Нурлат-Водоканала» и многое другое.
В Нурлатском районе действует полигон твёрдо-бытовых отходов (ТБО) в пределах города Нурлат, который занимается переработкой вторсырья. Все виды вторичного сырья, за исключением полимеров, принимаются в специальных пунктах приёма.
| №   | Наименование                                              | Статус                                                                | Дата присвоения | Местоположение |
| --- | --------------------------------------------------------- | --------------------------------------------------------------------- | --------------- | --- |
| 134 | Река Большой Черемшан (левый приток реки Волга)           | Памятник природы регионального значения                               | 1978 год        | Черемшанский, Нурлатский районы Татарстана. Исток в Самарской области, устье у города Димитровград Ульяновской области |
| 9   | Река Большая Сульча (правый приток реки Большой Черемшан) | Памятник природы регионального значения                               | 1978 год        | Черемшанский, Аксубаевский, Нурлатский районы. Исток 0,8 км восточнее села Амирово Черемшанского района Татарстана, устье 5 км западнее села Салдакаево Нурлатского района |
| 135 | Озеро Кара-Куль                                           | Памятник природы регионального значения                               | 1978 год        | юго-восточная окраина села Чёрное Озеро |
| 12  | Билярский государственный охотничий заказник              | Государственный охотничий заказник                                    | 1967 год        | Аксубаевский, Алексеевский и Нурлатский районы Татарстана. Лесопокрытая территория южнее и восточнее села Старый Чувашский Адам и деревни Сосновка |
| 60p | Большой Черемшан                                          | Резервный земельный участок под особо охраняемые природные территории | 2000 год        | Занимает территорию в долине реки Большой Черемшан на востоке от села Салдакаево до границы с Самарской областью у села Турнояс на юго-западе. Площадь 12 тыс. га |
|     | «Чирмешэн болыннары» (заказник «Черемшанский»)            | Государственный природный заказник регионального значения             | 2009 год        | Участок, площадью 1447,63 га, объявлен природным памятников в соответствии с Федеральным законом от 14.03.1995 N 33-ФЗ «Об особо охраняемых природных территориях», Водным кодексом Российской Федерации от 3.06.2006 N 74-ФЗ и Экологическим кодексом Республики Татарстан от 15.01.2009 N 5-ЗРТ |

Лесистость в среднем по республике составляет 17,4 %, в Нурлатском районе — 41,1 %. Типичными являются дубравы, а также кленово-липово-дубовые леса. На территории Черемшанского заказника растёт порядка 180 видом травянистых растений — около 13 % от всей флоры высших растений Татарстана. Зарегистрировано обитание 104 видов птиц и 10 видов мелких млекопитающих. На различных участках выявлены 22 вида растений и животных, занесенных в Красную книгу Татарстана (камышевка дроздовидная, валериана аптечная, белокрыльник болотный, кубышка жёлтая, ландыш майский, сверчок соловьиный, сверчок обыкновенный, камышевка тростниковая, камышевка индийская и другие), из них 45,5 % относятся к редким видам, а 9 входят в Красную книгу России. На пограничных участках установлено обитание ещё шести видов птиц, занесенных в Красную книгу Республики Татарстан (прудовая и водяная ночницы, курганник, болотная и ушастая совы, домовый сыч). Видовой состав охотничьей фауны представляют следующие животные и птицы: лось, кабан, рысь, волк, лисица, заяц-беляк, заяц-русак, белка, куница, хорь лесной, хорь степной, глухарь, тетерев, рябчик и другие.

## Социальная сфера
В системе образования Нурлатского района на 2020 год работало 46 общеобразовательных школ (из них гимназия, коррекционная общеобразовательная школа-интернат, 8 филиалов), Нурлатский аграрный техникум, центр детского творчества и музыкальная школа. Дошкольная система включает 29 учреждений, из них шесть на татарском языке, два — с чувашским языком обучения, в 18 садах с трех лет изучают английский язык.
Лечебно-профилактическая система на базе центральной районной больницы объединяет 5 врачебных амбулаторий, участковую больницу, 51 фельдшерско-акушерский пункт и санаторий-профилакторий «Лучезарный». Спортивная сфера включает 256 сооружений, в их числе 2 футбольных стадиона, ледовый дворец и несколько физкульткомплексов. Культурная система представлена 43 сельскими домами культуры и клубами, 37 библиотеками, работает 2 татарских народных театра, 10 коллективов имеют звание «народный самодеятельный коллектив» (например, хор «Ветеран», ансамбль чувашской песни «Родник» и другие).
В районе действуют три музея: Музей истории Закамья и города Нурлат (в административном центре), музей основателя татарского профессионального театра Габдуллы Кариева — филиал Государственного исторического музея Республики Татарстан (в селе Кульбаево Мараса), Музей имени Талгата Галиуллина, открылся в 2020-м в Кичкальнинской школе.
Издаётся местная газета «Дуслык» («Дружба», «Туслах») на татарском, русском и чувашском языках. На двух языках работает телерадиокомпания «Нурлат» (филиал «Татмедиа»).

## Достопримечательности
Одной из главных достопримечательностей района является Водяная мукомольная мельница князя С. А. Оболенского на реке Большой Черемшан в селе Единение. Здание является объектом культурного наследия регионального значения. Мельница была построена в 1894—1896 годах на средства одного из крупнейших землевладельцев Причеремшанья. Здание представляет образец промышленной архитектуры конца XIX века в стиле эклектики романтического направления.
Действующий храм Преображения Господня в селе Биляр-Озеро был построен в 1870 году. Её придел в честь Казанской иконы Божией Матери был пристроен в 1904 году. Закрытый в 1930-е годы храм вернули РПЦ только в 1990-м, тогда же провели реставрацию. Композиция небольшой Преображенской церкви выполнена по образцовому проекту Константина Тона, отражающему классицистическое направление эклектики в архитектуре второй половины XIX века. Храм является объектом культурного наследия регионального значения.
Двузальная татарская мечеть в селе Кривое Озеро с несколько распластанным объёмом и стройным минаретом на крыше была построена в 1889—1890 годах. Изначально деревянное одноэтажное здание в конца 1990-х было обложено кирпичом. Основной объём мечети решён по типу пятистенника с двумя молельными анфиладными залами. С северной стороны примыкают входные сени. Восьмигранный двухъярусный минарет смещен с центральной оси в сторону сеней. В глухом нижнем ярусе устроена винтовая лестница на световой фонарь азанчи. В оформлении фасадов были использованы элементы архитектуры классицизма и татарского декоративно-прикладного искусства. Мечеть является объектом культурного наследия регионального значения.
Среди других памятников — медресе в деревне Курманаево (в начале XX века деревянное здание разобрали и поставили каменное — памятник гражданской архитектуры в стиле кирпичной эклектики, объект культурного наследия республики).